# Athlétisme aux Jeux panarabes de 2007
Navigation
Alger 2004 Doha 2011
Les épreuves d'athlétisme aux Jeux panarabes de 2007 ont eu lieu du 21 au 24 novembre 2007 au Caire, en Égypte.

## Résultats

### Hommes
| Épreuve | Or                                                                                             | Or                  | Argent                                                                                     | Argent            | Bronze                                                                                    | Bronze            |
| --- | ---------------------------------------------------------------------------------------------- | ------------------- | ------------------------------------------------------------------------------------------ | ----------------- | ----------------------------------------------------------------------------------------- | ----------------- |
| 100 m | Amr Ibrahim Mostafa Seoud Égypte                                                               | 10 s 38 NR          | Yahya Al-Gahes Arabie saoudite                                                             | 10 s 40           | Khalil Al-Hanahneh Jordanie                                                               | 10 s 53           |
| 200 m (Vent:2,0 m/s) | Amr Ibrahim Mostafa Seoud Égypte                                                               | 20 s 69             | Khalil Al-Hanahneh Jordanie                                                                | 20 s 81 NR        | Soleiman Salem Ayed Égypte                                                                | 20 s 92           |
| 400 m | Nagmeldin Ali Abubakr Soudan                                                                   | 46 s 16             | Hamdan Odha Al-Bishi Arabie saoudite                                                       | 46 s 50           | Ridha Ghali Tunisie                                                                       | 46 s 77           |
| 800 m | Abubaker Kaki Khamis Soudan                                                                    | 1 min 43 s 90 NR CR | Mohammed Al-Salhi Arabie saoudite                                                          | 1 min 46 s 64     | Saïd Doulal Maroc                                                                         | 1 min 48 s 33     |
| 1 500 m | Abubaker Kaki Khamis Soudan                                                                    | 3 min 47 s 92       | Mohammed Othman Shaween Arabie saoudite                                                    | 3 min 48 s 49     | Abdalla Abdelgadir Soudan                                                                 | 3 min 48 s 97     |
| 5 000 m | Abdelkader Hachlaf Maroc                                                                       | 13 min 39 s 75      | Sultan Khamis Zaman Qatar                                                                  | 13 min 39 s 79    | Hasan Mahboob Bahreïn                                                                     | 13 min 39 s 93    |
| 10 000 m | Hasan Mahboob Bahreïn                                                                          | 29 min 29 s 48      | Sultan Khamis Zaman Qatar                                                                  | 29 min 29 s 65    | Moukheld Al-Outaibi Arabie saoudite                                                       | 29 min 29 s 74    |
| 110 m haies | Othmane Hadj Lazib Algérie                                                                     | 14 s 03             | Ali Hussein Al-Zaki Arabie saoudite                                                        | 14 s 60           | Sami Ahmed Al-Haydar Arabie saoudite                                                      | 14 s 60           |
| 400 m haies | Abderahmane Hammadi Algérie                                                                    | 50 s 77             | Idriss Abdelaziz Al-Housaoui Arabie saoudite                                               | 51 s 15           | Ali Obaid Shirook Émirats arabes unis                                                     | 51 s 66           |
| 3000 m steeple | Abdelkader Hachlaf Maroc                                                                       | 8 min 39 s 84       | Hamid Ezzine Maroc                                                                         | 8 min 42 s 57     | Abubaker Ali Kamal Qatar                                                                  | 8 min 43 s 02     |
| 4 × 100 m | Arabie saoudite Moussa Al-Housaoui Yahya Al-Gahes Salem Mubarak Al-Yami Yahya Hassan Habeeb    | 39 s 99             | Oman Yousuf Darwish Awlad Thani Juma Mubarak Al-Jabri Abdullah Said Al-Sooli M. Al-Masoudi | 40 s 12           | Qatar Ibrahim Abdulla Al-Waleed Areef Ibrahim Sulaiman Hamid Aosman Hamad Kefah Al-Dosari | 40 s 14           |
| 4 × 400 m | Arabie saoudite Hamed Hamadan Al-Bishi Hamdan Odha Al-Bishi Mohammed Al-Salhi Ismail Al-Sabani | 3 min 04 s 74       | Soudan Awadelkarim Makki Abubaker Kaki Salih Dar Nagmeldin Ali Abubakr                     | 3 min 06 s 52 NR  | Tunisie Sofiane Labidi Ridha Ghali Mohamed Amin Guezmil Chouaieb Chelbi                   | 3 min 06 s 83     |
| Semi-marathon | Brahim Beloua Maroc                                                                            | 1 h 02 min 30 CR    | Ali Mabrouk El Zaidi Libye                                                                 | 1 h 02 min 32     | Abdulhak Elgorche Zakaria Bahreïn                                                         | 1 h 03 min 26     |
| 20 000 m marche | Hassanine Sebei Tunisie                                                                        | 1 h 36 min 00 s 2   | Mabrook Saleh Nasser Mohamed Qatar                                                         | 1 h 36 min 00 s 2 | Mohamed Ameur Algérie                                                                     | 1 h 43 min 35 s 8 |
| Saut en hauteur | Salem Al-Anezi Koweït                                                                          | 2,20 m =NR          | Rashid Ahmed Al-Mannai Qatar                                                               | 2,17 m            | Majed Aldin Ghazal Syrie Jamal Fakhri Al-Qasim Arabie saoudite                            | 2,14 m            |
| Saut à la perche | Karim El Mafhoum Maroc                                                                         | 5,00 m              | Abderamane Tamada Tunisie                                                                  | 4,90 m            | Sifax Khiari Algérie                                                                      | 4,80 m            |
| Saut en longueur | Mohamed Salman Al-Khuwalidi Arabie saoudite                                                    | 8,19 m CR           | Hussein Al-Sabee Arabie saoudite                                                           | 8,10 m            | Issam Nima Algérie                                                                        | 7,98 m            |
| Triple saut | Tarik Bouguetaïb Maroc                                                                         | 16,46 m             | Mohammed Hamdi Awadh Qatar                                                                 | 16,22 m           | Mohamed Youssef Al-Sahabi Bahreïn                                                         | 16,03 m           |
| Lancer du poids | Khalid Habash Al-Suwaidi Qatar                                                                 | 19,56 m CR          | Sultan Al-Hebshi Arabie saoudite                                                           | 19,53 m           | Yasser Ibrahim Farag Égypte                                                               | 19,42 m           |
| Lancer du disque | Sultan Mubarak Al-Dawoodi Arabie saoudite                                                      | 58,63 m             | Ahmed Mohamed Dheeb Qatar                                                                  | 57,76 m           | Yasser Ibrahim Farag Égypte                                                               | 57,74 m           |
| Lancer du marteau | Mohsen El Anany Égypte                                                                         | 74,22 m CR          | Ali Al-Zinkawi Koweït                                                                      | 74,02 m           | Hassan Mohamed Abdel Jawad Égypte                                                         | 68,68 m           |
| Lancer du javelot | Mohamed Ali Kebabou Tunisie                                                                    | 71,41 m             | Walid Abdelghani Sayed Égypte                                                              | 71,15 m           | Mohamed Ibrahim Al-Khalifa Qatar                                                          | 69,67 m           |
| Décathlon | Ahmad Hassan Moussa Qatar                                                                      | 7383 pts            | Abdallah Mohamed Saad Hamed Égypte                                                         | 7180 pts          | Mohamed Ridha Al-Matroud Arabie saoudite                                                  | 6995 pts          |
| Records et Performances - AR : Record continental (area record) - CR : Record des championnats (championship record) - MR : Record du meeting (meet record) - NR : Record national (national record) - OR : Record olympique (olympic record) - PR : Record paralympique (paralympic record) - PB : Record personnel (personal best) - SB : Meilleure performance personnelle de la saison (season's best) - WL : Meilleure performance mondiale de l'année (world leader) - WJR : Record du monde junior (world junior record) - WR : Record du monde (world record) Circonstances et Conditions - DNF : N'a pas terminé (did not finish) - DNS : N'a pas pris le départ (did not start) - DQ : Disqualification (disqualification) - NM : Aucun essai valable enregistré (No Mark) - Q : Qualifié « directement » au prochain tour (ou à la prochaine compétition), lors d'une compétition majeure, grâce au classement ou à la réalisation des minima (automatic qualifier) - q : Qualifié au prochain tour (ou à la prochaine compétition), lors d'une compétition majeure, grâce au repêchage ou à la réalisation de l'une des meilleures performances parmi celles des « non qualifiés directement » (grâce au meilleur temps ou à la meilleure distance par exemple) (secondary qualifier) |                                                                                                |                     |                                                                                            |                   |                                                                                           |                   |

## Tableau des médailles
| Rang  | Nation              | Or | Argent | Bronze | Total |
| ----- | ------------------- | -- | ------ | ------ | ----- |
| 1     | Maroc               | 10 | 9      | 4      | 23    |
| 2     | Soudan              | 8  | 7      | 3      | 18    |
| 3     | Tunisie             | 7  | 1      | 4      | 12    |
| 4     | Égypte              | 6  | 8      | 9      | 23    |
| 5     | Arabie saoudite     | 4  | 8      | 4      | 16    |
| 6     | Bahreïn             | 3  | 1      | 6      | 10    |
| 7     | Qatar               | 2  | 6      | 3      | 11    |
| 8     | Algérie             | 2  | 1      | 7      | 10    |
| 9     | Liban               | 2  | 0      | 0      | 2     |
| 10    | Koweït              | 1  | 1      | 0      | 2     |
| 11    | Syrie               | 1  | 0      | 2      | 3     |
| 12=   | Irak                | 0  | 1      | 2      | 3     |
| 12=   | Jordanie            | 0  | 1      | 2      | 3     |
| 14=   | Libye               | 0  | 1      | 0      | 1     |
| 14=   | Oman                | 0  | 1      | 0      | 1     |
| 16    | Émirats arabes unis | 0  | 0      | 1      | 1     |
| Total | Total               | 46 | 46     | 47     | 139   |

## Source
- (en) Cet article est partiellement ou en totalité issu de l’article de Wikipédia en anglais intitulé « Athletics at the 2007 Pan Arab Games » (voir la liste des auteurs).